# Heriades diminutus
Heriades diminutus är en biart som beskrevs av Cockerell 1937. Heriades diminutus ingår i släktet väggbin, och familjen buksamlarbin. Inga underarter finns listade i Catalogue of Life.